# Ninde
Ninde est un hameau au bord de la Dyle, entre Werchter et Keerbergen. Il fait partie de la commune de Tremelo, dans le Brabant flamand (Région flamande de Belgique).
Il est surtout connu pour être le lieu de naissance, en 1840, de Joseph de Veuster (le Père Damien), apôtre des lépreux à Molokai aux iles Hawaii, canonisé par le pape Benoît XVI en 2009.